# Atalanta BC
Az Atalanta Bergamasca Calcio (ismert még Atalanta, Atalanta Bergamo és Atalanta BC néven is) nevű bergamoi székhelyű olasz labdarúgócsapat a Serie A-ban szerepel. A csapat közismert becenevei a Nerazzurri, valamint az Orobici. Az Atalanta felszerelése egy kék-fekete csíkos ingből, egy fekete nadrágból és két szintén fekete sportszárból áll. A 2018–2019-es szezonban a harmadik helyen végzett és ezzel UEFA-bajnokok ligája indulási jogot szerzett.
A klub stadionja a 26,638 férőhelyes Atleti Azzurri d’Italia Stadion. Olaszországban gyakran illetik a klubot a Regina delle provinciali (a vidéki klubok királynője) jelzővel, ami arra vezethető vissza, hogy az Atalanta az egyik legsikeresebb vidéki klub az országában.

## Története
A klubot 1907-ben alapították, bár labdarúgócsapatok 1904 óta jelen voltak a városban. Gazdag svájci bevándorlók akkor még FC Bergamo néven alapították meg az egyesületet. A rivális Atalanta  sikeresebb volt a különböző sport társadalmakban, a városban. A nevét a görög mitológia egyik nőalakjáról, Atalantéról kapta. Az olasz labdarúgó-szövetség nem ismerte el a klubot egészen 1914-ig. A jelenlegi egyesület e két, valamint egy harmadik csapat, a Bergamasca egyesülése által jött létre. A hazai mezük fekete-fehér színű, a vendég pedig kék-fehér volt kezdetben. A csapat 1928-ban a Viale Giulio Cesarébe költözött.
A klub 1929-ben csatlakozott a bajnoksághoz. Először 1937-ben jutottak fel az első osztályba, ám azonnal ki is estek. Majd 1940-ben ismét feljutottak és egészen 1959-ig a Serie A tagjai voltak. Újbóli visszaesés következett majd egy évtizedig ismét a legjobbak között játszhattak. 1973-ban krízisbe került az egyesület és visszacsúszott a másodligába.
1981-ben a harmadosztályt is megjárta a csapat, majd ezt követően az első- és másodosztály között ingáztak. Jelenleg a  2006–2007-es szezontól kezdve az első osztály tagja a klub.

## Klubsikerek

### Nemzeti szinten
A csapat bajnokságban elért legjobb helyezése sokáig az 1948-as 5. hely volt, de a 2019-ben bronzérmet szereztek, majd a következő két szezonban is a 3. helyen végeztek. Az olasz kupát 1963-ban a Torino 3–1-es legyőzésével sikerült elhódítaniuk. Ez az egyetlen trófeája a klubnak. Európában nem igazán tudtak sikeresek lenni. Legtovább az 1987–1988-as KEK-ben jutottak, ahol az elődöntőben a későbbi győztes belga KV Mechelen ejtette ki őket. Ezt követően az 1990–1991-es UEFA-kupában jutottak egészen a negyeddöntőig, ahol a szintén olasz Internazionale győzte le őket. A milánóiak végül elhódították a trófeát. 2023–2024-es szezonban megnyerték az Európa-ligát.
- Olasz kupa – Coppa Italia

Győztes: 1962-63

### Nemzetközi szinten
- Európa-liga

Győztes: 2023–24

## Jelenlegi keret
Utolsó módosítás: 2024. augusztus 30.
A vastaggal jelzett játékosok felnőtt válogatottsággal rendelkeznek.
A dőlttel jelzett játékosok kölcsönben szerepelnek a klubnál.

| Mezszám                | Név                  | Nemzetiség         | Születési hely              | Születési idő (kor)          | Korábbi csapat           | Érték(€)    | Szerződés lejárta |
| Kapusok                | Kapusok              | Kapusok            | Kapusok                     | Kapusok                      | Kapusok                  | Kapusok     | Kapusok           |
| ---------------------- | -------------------- | ------------------ | --------------------------- | ---------------------------- | ------------------------ | ----------- | ----------------- |
| 28                     | Rui Patrício         | POR                | Leiria                      | 1998. február 15. (27 éves)  | AS Roma                  | 1 000 000   | 2025.06.30.       |
| 29                     | Marco Carnesecchi    | ITA                | Rimini                      | 2000. július 1. (24 éves)    | Utánpótlásból került fel | 16 000 000  | 2026.06.30.       |
| 31                     | Francesco Rossi      | ITA                | Merate                      | 1991. április 27. (33 éves)  | Utánpótlásból került fel | 100 000     | 2025.06.30.       |
| Védők                  |                      |                    |                             |                              |                          |             |                   |
| 2                      | Rafael Tolói         | ITA · BRA          | Glória D'Oeste              | 1990. október 10. (34 éves)  | São Paulo FC             | 2 500 000   | 2025.06.30.       |
| 3                      | Odilon Kossounou     | CIV                | Abidjan                     | 2001. január 4. (24 éves)    | Bayer 04 Leverkussen     | 2 500 000   | 2026.06.30.       |
| 4                      | Isak Hien            | SWE · Burkina Faso | Stockholm                   | 1999. január 13. (26 éves)   | Hellas Verona            | 20 000 000  | 2028.06.30.       |
| 5                      | Ben Godfrey          | ENG · JAM          | York                        | 1998. január 15. (27 éves)   | Everton FC               | 10 000 000  | 2029.06.30.       |
| 19                     | Berat Djimsiti       | ALB · SWI          | Zürich                      | 1993. február 19. (32 éves)  | FC Zürich                | 10 000 000  | 2026.06.30.       |
| 23                     | Sead Kolašinac       | bosnyák · GER      | Karlsruhe                   | 1993. június 20. (31 éves)   | Olympique de Marseille   | 10 000 000  | 2025.06.30.       |
| 42                     | Giorgio Scalvini     | ITA                | Chiari                      | 2003. december 11. (21 éves) | Utánpótlásból került fel | 45 000 000  | 2027.06.30.       |
| 93                     | Brandon Soppy        | FRA · CMR          | Aubervilliers               | 2002. február 21. (23 éves)  | FC Schalke 04            | 2 000 000   | 2026.06.30        |
| Középpályások          |                      |                    |                             |                              |                          |             |                   |
| 6                      | Ibrahim Sulemana     | Ghána              | Sunyani                     | 2003. május 22. (21 éves)    | Cagliari Calcio          | 6 000 000   | 2028.06.30.       |
| 7                      | Juan Cuadrado        | COL                | Necoclí                     | 1998. május 26. (26 éves)    | FC Internazionale Milano | 1 000 000   | 2025.06.30.       |
| 8                      | Mario Pašalić        | horvát             | Mainz                       | 1995. február 9. (30 éves)   | Chelsea FC               | 13 000 000  | 2025.06.30.       |
| 13                     | Éderson              | BRA                | Campo Grande                | 1999. július 7. (25 éves)    | Salernitana Calcio 1919  | 40 000 000  | 2027.06.30.       |
| 15                     | Marten de Roon       | NED                | Zwijndrecht                 | 1991. március 29. (33 éves)  | Middlesbrough FC         | 7 000 000   | 2026.06.30.       |
| 20                     | Raoul Bellanova      | ITA                | Rho                         | 2000. május 17. (24 éves)    | Torino FC                | ?           | Nem publikus      |
| 22                     | Matteo Ruggeri       | ITA                | San Giovanni Bianco         | 2002. július 11. (22 éves)   | Utánpótlásból került fel | 20 000 000  | 2028.06.30.       |
| 24 \|Lazar Samardžić   | SRB · GER            | Berlin             | 2002. február 24. (23 éves) | Udinese Calcio               | 20 000 000               | 2025.06.30. |                   |
| 44                     | Marco Brescianini    | ITA                | Calcinate                   | 2000. január 20. (25 éves)   | Frosinone Calcio         | 6 000 000   | 2025.06.30.       |
| 77                     | Davide Zappacosta    | olasz              | Sora                        | 1992. június 11. (32 éves)   | Chelsea FC               | 6 000 000   | 2025.06.30.       |
| Támadók                |                      |                    |                             |                              |                          |             |                   |
| 9                      | Gianluca Scamacca    | olasz              | Róma                        | 1999. január 1. (26 éves)    | West Ham United FC       | 35 000 000  | 2027.06.30.       |
| 10                     | Nicolò Zaniolo       | ITA                | Massa                       | 1999. július 2. (25 éves)    | Galatasaray SK           | 20 000 000  | 2025.06.30.       |
| 11                     | Ademola Lookman      | NGR · ENG          | London                      | 1997. október 20. (27 éves)  | RB Leipzig               | 40 000 000  | 2026.06.30.       |
| 17                     | Charles De Ketelaere | belga              | Brugge                      | 2001. március 10. (24 éves)  | AC Milan                 | 34 000 000  | 2027.06.30.       |
| 32                     | Mateo Retegui        | ITA · ARG          | San Fernando                | 1999. április 29. (25 éves)  | Genoa CFC                | 28 000 000  | 2028.06.30.       |
| Kölcsönadott játékosok |                      |                    |                             |                              |                          |             |                   |
| Név                    | Poszt                | Nemzetiség         | Születési hely              | Születési idő (kor)          | Kölcsönben itt           | Érték (€)   | Kölcsön lejárta   |
| Pierluigi Gollini      | kapus                | ITA                | Bologna                     | 1995. március 18. (30 éves)  | Genoa CFC                | 4 000 000   | 2025.06.30.       |
| Juan Musso             | kapus                | ARG · ITA          | San Nicolás                 | 1994. május 6. (30 éves)     | Atlético Madrid          | 5 000 000   | 2025.06.30.       |
| Giovanni Bonfanti      | védő                 | ITA                | Milan                       | 2003. január 17. (22 éves)   | Pisa FC                  | 2 000 000   | 2025.06.30.       |
| Mitchel Bakker         | középpályás          | NED                | Purmerend                   | 2000. június 20. (24 éves)   | Lille OSC                | 9 000 000   | 2025.06.30.       |
| Giorgio Cittadini      | védő                 | ITA                | Gardone Val Trompia         | 2002. április 18. (22 éves)  | Frosinone Calcio         | 3 000 000   | 2025.06.30.       |
| Samuel Giovane         | középpályás          | ITA                | Lugo                        | 2003. március 28. (21 éves)  | Carrarese Calcio 1908    | ?           | 2025.06.30.       |
| Roberto Piccoli        | támadó               | ITA                | Bergamo                     | 2001. január 27. (24 éves)   | Cagliari Calcio          | 4 000 000   | 2025.06.30.       |
| El Bilal Touré         | támadó               | Mali · CIV         | Adjamé                      | 2001. október 3. (23 éves)   | VfB Stuttgart            | 20 000 000  | 2025.06.30.       |

## Edzők
| Név                                | Éra            | Név                  | Éra       | Név                               | Éra       |
| ---------------------------------- | -------------- | -------------------- | --------- | --------------------------------- | --------- |
| Cesare Lovati                      | 1924–1927      | Karl Adamek          | 1958–1959 | Nedo Sonetti                      | 1983–1987 |
| Imre Payer Enrico Tirabassi        | 1927-1929 1929 | Ferruccio Valcareggi | 1959–1962 | Emiliano Mondonico                | 1987–1990 |
| Luigi Cevenini                     | 1929–1930      | Paolo Tabanelli      | 1962–1963 | Pierluigi Frosio                  | 1990–1991 |
| József Viola                       | 1930–1933      | Carlo Alberto Quario | 1963–1964 | Bruno Giorgi                      | 1991–1992 |
| Imre Payer                         | 1933           | Carlo Ceresoli       | 1964      | Marcello Lippi                    | 1992–1993 |
| Angelo Mattea                      | 1933–1935      | Hector Puricelli     | 1965–1966 | Francesco Guidolin                | 1993      |
| Imre Payer                         | 1935–1936      | Stefano Angeleri     | 1966–1967 | Andrea Valdinoci Cesare Prandelli | 1993–1994 |
| Ottavio Barbieri                   | 1936–1938      | Paolo Tabanelli      | 1967–1968 | Emiliano Mondonico                | 1994–1998 |
| Géza Kertész                       | 1938–1939      | Stefano Angeleri     | 1968–1969 | Bortolo Mutti                     | 1998–1999 |
| Ivo Fiorentini                     | 1939–1941      | Silvano Moro         | 1969      | Giovanni Vavassori                | 1999–2003 |
| János Nehadoma                     | 1941–1946      | Carlo Ceresoli       | 1969      | Giancarlo Finardi                 | 2003      |
| Giuseppe Meazza                    | 1946           | Corrado Viciani      | 1969–1970 | Andrea Mandorlini                 | 2003–2005 |
| Luis Monti                         | 1946           | Renato Gei           | 1970      | Delio Rossi                       | 2005      |
| Ivo Fiorentini                     | 1946–1949      | Battista Rota        | 1970      | Stefano Colantuono                | 2005–2007 |
| Alberto Citterio Carlo Carcano     | 1949           | Giulio Corsini       | 1970–1974 | Luigi Del Neri                    | 2009      |
| G iovanni Varglien                 | 1949–1951      | Heriberto Herrera    | 1974–1975 | Angelo Gregucci                   | 2009      |
| Denis Neville                      | 1951–1952      | Angelo Piccioli      | 1975      | Antonio Conte                     | 2009–2010 |
| Carlo Ceresoli                     | 1952           | Giancarlo Cadè       | 1975–1976 | Bortolo Mutti                     | 2010      |
| Luigi Ferrero                      | 1952–1954      | Gianfranco Leoncini  | 1976      | Stefano Colantuono                | 2010-2014 |
| Francesco Simonetti Luigi Tentorio | 1954           | Battista Rota        | 1976–1980 | Stefano Colantuono                | 2014-2015 |
| Luigi Bonizzoni                    | 1954–1957      | Bruno Bolchi         | 1980–1981 | Edoardo Reja                      | 2015      |
| Carlo Rigotti                      | 1957–1958      | Giulio Corsini       | 1981      | Edoardo Reja                      | 2015-2016 |
| Giuseppe Bonomi                    | 1958           | Ottavio Bianchi      | 1981–1983 | Gian Piero Gasperini              | 2016-     |